# Dirigiranje
Dirigiranje je čin vođenja glazbenog izvođenja vidljivim gestama. Orkestri, zborovi, koncertne skupine i drugi glazbeni ansambli često imaju dirigente.

## Nazivlje
Glavni dirigent orkestra ili operne kuće ponekad se naziva glazbenim ravnateljem, šef dirigent, kao i njemačkom riječi kapellmeister. Dirigenti zborova zovu se vođe zbora ili zborovođe (pogotovo ako su udruženi s određenim instrumentalnim orkestrom). Poštovani stariji dirigenti ponekad se nazivaju talijanskom riječi maestro (učitelj).

## Povijest dirigiranja
Rani oblik dirigiranja zvao se heironomija, uporaba gesta rukama kako bi se indicirao melodijski oblik. Taj način dirigiranja prakticirao s najkasnije od srednjeg vijeka. U crkvi je osoba koja je ukazivala na glazbene oblike držala štap, kako bi se označila njegova uloga. Kako je ritam u glazbi postajao sve izraženiji, štap se počeo micati gore-dolje, funkcionirajući kao rani oblik dirigentskog štapića.
U 17. stoljeću dolaze u uporabu druga sredstva za označavanje protoka vremena. Papir u rolama, manji štapići, kao i same ruke vidljivi su na slikama iz tog perioda. Veliki štap za dirigiranje ostao je u uporabi u kući Opera Garnier u Parizu, gdje je uzrokovao smrt Jean-Baptistea Lullyja - dok je dirigirao, štapom je ozlijedio stopalo, a rana se inficirala i razvila se gangrena. Umro je dva mjeseca kasnije, nakon odbijanja operacije uklanjanja zahvaćenog prsta.
U instrumentalnoj glazbi je jedan izvođač obično djelovao i kao dirigent. To je mogao biti prvi violinist koji bi koristio gudalo i kao dirigentski štapić, lutnjist koji bi pomicao vrat instrumenta zajedno s ritmom glazbe. Bilo je uobičajeno u to doba dirigirati s čembala, u djelima koja su imala basso continuo dionicu. U opernim izvedbama katkad je bilo i dva dirigenta - klavijaturist za pjevače, a prva violina za orkestar.
Do ranog 19. stoljeća postala je norma da je jedna osoba zadužena isključivo za dirigiranje. Orkestar se u to vrijeme širio brojem glazbala i štapić je postajo sve uobičajeniji jer je bio lakše vidljiv od golih ruku ili smotka papira. Među prvim važnijim dirigentima bili su Louis Spohr, Carl Maria von Weber, Louis-Antoine Jullien i Felix Mendelssohn, koji su svi također bili i skladatelji. Mendelssohn je poznat kao prvi dirigent koji je štapić koristio za označavanje mjere (doba), inovacija koja je u uporabi do danas. Hans von Bülow se obično smatra prvim profesionalnim dirigentom neskladateljem.
Hector Berlioz i Richard Wagner također su bili dirigenti i autori su dva najstarija eseja o toj temi. Berlioz se smatra prvim dirigentom virtuozom. Wagner je uvelike bio odgovoran za oblikovanje dirigentske uloge kao čovjeka koji nameće svoju interpretaciju djela u izvedbi, radije nego osoba koja samo osigurava da se skladba svira usklađeno i kako je skladana.
U kasnom 20. stoljeću, njujorški skladatelj Walter Thompson stvorio je znakovni jezik za skladanje uživo, poznat kao "zvučno slikanje" (soundpainting), a koji se koristi kao medij u strukturiranoj improvizaciji. Trenutno se taj jezik sastoji od preko 750 različitih gesta koje skladatelj/dirigent koristi kao komunikacijski alat za indikaciju tipa interpretacije koji se traži od izvođača.

## Tehnika dirigiranja
Dirigiranje je sredstvo izravne komunikacije s izvođačima. Ne postoje apsolutna pravila kako dirigirati ispravno, i postoji širok raspon raznolikih dirigentskih stilova. Primarna odgovornost dirigenta je utvrđivanje tempa, izvršavanje jasnih priprema i doba, kao i slušanje i oblikovanje zvuka ansambla.
Razumijevanje osnovnih elemenata glazbenog izražavanja, kao što su tempo, dinamika, artikulacija i sposobnost njihovog efektnog prenošenja ansamblu za dirigiranje je neophodna. Sposobnost prenošenja informacija o nijansama glazbenih fraza i izražajnosti kroz geste također je korisna. Geste u dirigiranju mogu biti koreografirane dok se dirigent priprema za izvođenje uz notni zapis, a mogu biti i spontane.
Ponekad se postavlja razlika između orkestralnog dirigiranja i dirigiranja zborova. U stereotipu, orkestralni dirigenti koriste štapiće puno češće nego zborovođe (iako to nije uvijek slučaj, nego stvar osobnog izbora dirigenta), i davanje prednosti uporabi održavanju ritma gestama, ili dirigiranju koje se usredotočuje na izražajnost i oblik.
Držanje štapića prijeporna je tema po kojoj se većina dirigenata razlikuje. Unatoč velikom broju različitih stilova, u dirigiranju su se razvile neke standardne konvencije.

### Ritam i tempo
Glazbene dobe obično dirigent označava desnom rukom, s ili bez štapića. Ruka u zraku svaki takt ocrtava određeni oblik koji ovisi o glazbenoj mjeri u kojoj se djelo u tom trenutku izvodi, označavajući svaku dobu promjenom kretanja prema dolje u kretanje prema gore. Slike pokazuju najčešće uzorke, iz perspektive dirigenta.
Ako je tempo spor ili usporava, ili ako je mjera podijeljena, dirigent će ponekad indicirati "poddobe". Dirigent to čini dodavanjem svakoj dobi gestu "i", koja se sastoji od jednog manjeg pokreta, ali u istom smjeru kao i doba kojoj pripada.
Promjene u tempu indiciraju se promjenom brzine doba. Kako bi izveo kontrolu rallentanda (usporavanje) npr., dirigent može uvesti poddobe.
Neki dirigenti koriste obje ruke za naznačavanje ritma, pri čemu lijeva ruka čini isto što i desna, iako drugi ovo smatraju suvišnim i zbog toga to izbjegavaju. Neki to smatraju i neispravnom praksom. Druga ruka treba se koristiti za naznačivanje ulaska pojedinih glazbala ili sekcija, i za pomoć pri naznačivanju dinamike, fraziranja, izražajnosti i ostalih glazbenih elemenata.

### Dinamika
Dinamika se naznačava na različite načine, npr. veličinom pokreta: što je veći oblik, zvuk je glasniji. Promjene u dinamici mogu biti signalizirane rukom koja se ne koristi za održavanje ritma: pokret gore (obično dlanom prema gore) označava crescendo; pokret prema dolje (obično dlanom prema podu) označava diminuendo. Promjena veličine pokreta može rezultirati neželjenim promjenama u tempu jer veći pokreti zahtijevaju od ritma prelazak većeg prostora u istom vremenu.
Dinamika se može fino ugađati raznim gestama: pokazivanje dlana izvođačima ili naginjanje na suprotnu stranu od njih može naznačivati smanjivanje glasnoće. Kako bi se podesila ravnoteža raznih instrumenata ili glasova, ovi signali mogu biti usmjereni prema određenoj sekciji ili pojedinom izvođaču.

### Predznak za ulazak
Naznačivanje za "ulazak", kada novi instrument ili sekcija počinje svirati mora sasvim točno pretkazati trenutak u kojemu dolazi trzaj, tako da svi svirači i pjevači mogu početi istodobno. To se postiže tako da se izvođači pripreme gestom uz održavanje vizualnog kontakta. Udisaj dirigenta, koji može i ne mora biti lagano čujan, uobičajen je element u tehnici davanja predznaka mnogih dirigenata. Jednostavni kontakt očima ili pogled u smjeru ponekad mogu biti dovoljni, kao kad više od jedne sekcije svirača ulaze u izvedbu u istom trenutku. Veće glazbene izvedbe ponekad traže uporabu prikladnih i izražajnijih predznaka smišljenih kako bi stvorili emocije i energiju.

### Drugi glazbeni elementi
Artikulacija se može naznačiti prirodom trzaja, od kratkog i oštrog za staccato, do dugog i fluidnog za legato. Mnogi dirigenti mijenjaju napetost ruku: napeti mišići i grubi pokreti korespondiraju marcatu, dok su opuštene ruke i meki pokret prikladni za legato ili espressivo.
Fraze se mogu izraziti širokim lukovima iznad glave, ili mekim pokretima ruke bilo prema naprijed ili s lijeve na desnu stranu i obratno. Zadržana nota često se označava raširenim dlanom prema gore. Kraj ili otpuštanje note indicira se kružnim pokretom, zatvaranjem šake ili pokretom kažiprsta i palca nalik štipanju. Otpuštanju obično prethodi priprema, a završava se potpunim prekidom pokreta.
Dirigenti pokušavaju održavati kontakt očima s ansamblom koliko god je moguće, i potičući ga, kao i povećavanju sveukupnog dijaloga između sebe i svirača/pjevača. Izrazi lica također mogu biti značajni u demonstriranju karaktera glazbe, kao i u ohrabrivanju svirača.

## Poznati dirigenti

### Dirigenti
- Hans von Bülow
- Leopold Stokowski
- Wilhelm Furtwängler
- Herbert von Karajan
- Lovro von Matačić
- Mladen Bašić
- Jevgenij Mravinski
- Arturo Toscanini
- Sir Thomas Beecham
- Ernest Ansermet
- Karl Böhm
- Sir Adrian Boult
- Sir John Barbirolli
- Riccardo Chailly
- Sir Colin Davis
- Vjekoslav Šutej
- Lorin Maazel
- Gustavo Dudamel
- Sir Simon Rattle
- Kiril Kondrašin
- Valerij Abisalovič Gergijev
- Seiji Ozawa
- Vernon Handley
- Zubin Mehta
- Claudio Abbado

### Dirigenti-skladatelji
- Krešimir Baranović
- Hector Berlioz
- Leonard Bernstein
- Nikolaj Rimski-Korsakov
- Pierre Boulez
- Oskar Danon
- Franz von Suppè
- Paul Hindemith
- Jakov Gotovac
- Gustav Mahler
- Richard Wagner
- Richard Strauss
- Igor Stravinski
- Mstislav Rostropovič
- Fran Lhotka
- Srećko Albini
- Pavle Dešpalj
- Josip Hatze
- Ino Perišić
- Boris Papandopulo
- Ivan Zajc

## Vanjske poveznice
- (engl.) Uvod u dirigiranje
- (engl.) O čemu razmišljati kada dirigirate (an orchestra)